# SK Super Nova
Sporta klubs Super Nova (også kendt som Super Nova) er en fodboldklub fra Letland. Klubben spiller i den bedste lettiske liga Virslīga og har hjemmebane på Salaspils stadions i byen Salaspils.

## Historie
Klubben blev stiftet i 2000.

## Historiske slutplaceringer
| Sæson | Niveau | Liga     | Placering | Kilde | Notering               |
| ----- | ------ | -------- | --------- | ----- | ---------------------- |
| 2018  | 1.     | 1. līga  | 2.        | [ 1 ] |                        |
| 2019  | 1.     | 1. līga  | 2.        | [ 2 ] |                        |
| 2020  | 1.     | 1. līga  | 6.        | [ 3 ] |                        |
| 2021  | 1.     | 1. līga  | 3.        | [ 4 ] | Oprykning til Virslīga |
| 2022  | 1.     | Virslīga | 10.       | [ 5 ] |                        |
| 2023  | 1.     | Virslīga | 10.       | [ 6 ] |                        |
| 2024  | 1.     | 1. līga  | 1.        | [ 7 ] | Oprykning til Virslīga |